# Neo Chorio (Nicosia)
Neo Chorio (in greco Νέο Χωριό (Κυθρέας)?; in turco Minareliköy) è un villaggio di Cipro. Esso è situato de iure nel distretto di Lefkoşa della Repubblica Turca di Cipro del Nord, o de jure del distretto di Nicosia della Repubblica di Cipro. Fino al 1964 il villaggio era misto, abitato da greco-ciprioti e turchi. Nel 2011 Neo Chorio aveva 1 334 abitanti.

## Geografia fisica
Neo Chorio si trova a 2 km a sud di Kythrea.

## Origini del nome
Neo Chorio significa "villaggio nuovo" in greco. Il nome turco del villaggio, Minareliköy, non è nuovo: è in uso fin dal periodo ottomano. Minareliköy significa "villaggio con un minareto".

## Società

### Evoluzione demografica
Neo Chorio/Minareliköy era un villaggio misto almeno dal tardo periodo ottomano. Nel censimento ottomano del 1831, i cristiani (greco-ciprioti) costituivano il 59% e i musulmani il 41% della popolazione del villaggio. Il secondo censimento britannico del 1891, tuttavia, mostra che la percentuale musulmana della popolazione era scesa al 28%. Per tutto il periodo britannico il tasso di crescita dei greco-ciprioti continuò a essere relativamente più alto di quello dei turco-ciprioti e al censimento del 1960 la percentuale dei turco-ciprioti era scesa al 16,5%.
Il primo sfollamento legato al conflitto avvenne nel gennaio 1964, quando tutti gli abitanti turco-ciprioti di Neo Chorio/Minareliköy furono sfollati e trasferiti nei vicini villaggi di Epicho/Cihangir, Mora/Meriç e Beikioi/Beyköy. Rimasero in queste località fino al 1974. Il numero totale di sfollati turco-ciprioti di questo villaggio era di circa 250 (230 nel censimento del 1960). Il secondo sfollamento legato al conflitto ebbe luogo nell'agosto 1974, quando tutti i greco-ciprioti fuggirono dal villaggio per evitare l'avanzata dell'esercito turco. Attualmente, come molti sfollati greco-ciprioti, i greco-ciprioti di Neo Chorio/Minareliköy sono sparsi nella parte meridionale di Cipro, soprattutto nelle città.
Attualmente il villaggio è abitato dagli abitanti originari turco-ciprioti. Ci sono anche molti sfollati turco-ciprioti dalla parte meridionale dell'isola, principalmente dai villaggi di Paphos come Vretsia/Dağaşan, Kouklia e Istinjo(Kios)/Tabanlı, e dalle città di Larnaca e Limassol. Inoltre, alcuni turco-ciprioti non sfollati provenienti da Epicho/Cihangir, Beykeuy/Beyköy e Chatos/Serdarlı si sono trasferiti nel villaggio dopo la guerra del 1974. Ci sono anche alcuni agricoltori turchi che si sono insediati nel villaggio nel periodo 1975-77, soprattutto persone provenienti dalle province e dai distretti di Bulanık, Muş e Adana in Anatolia.